# یوما اوچیدا
یوما اوچیدا (انگلیسی: Yuma Uchida; ۲۱ سپتامبر ۱۹۹۲ – ) صداپیشه، و خواننده اهل ژاپن بود. وی از سال ۲۰۱۲ میلادی تاکنون مشغول فعالیت بوده‌است.